# Red Bee Media
Red Bee Media (tot 2017 Ericsson Broadcast and Media Services, daarvoor heette de Nederlandse tak tot 2012 Technicolor Nederland en tot 2008 NOB Cross Media Facilities; en de Britse divisie tot 2005 BBC Broadcast Limited) is een internationaal mediabedrijf met haar wortels afkomstig van de Britse BBC. Van oorsprong is de Nederlandse tak een afsplisting van de NOS en zit in Nederland gevestigd op het Media Park in Hilversum. Het bedrĳf biedt facilitaire dienstverlening aan op het gebied van het audiovisueel verkeer, de distributie hiervan en de toevoeging van toegankelĳkheid op televisie. Red Bee telt ongeveer 2000 werknemers wereldwĳd en kent vestigingen in Engeland, Schotland, Wales, Australië, Canada, Duitsland, Finland, Frankrijk, Nederland, Spanje, de Verenigde Arabische Emiraten, de Verenigde Staten en Zweden. Het bedrĳf is honderd percent onderdeel van het Zweedse Ericsson.

## Geschiedenis
De Red Bee Media van tegenwoordig kent veel overnames en verkopen in haar bestaan maar van oorsprong was het een afsplitsing van de BBC. Hier is beschreven hoe de Nederlandse en de Britse takken zĳn ontstaan en samen werden gevoegd.

### Nederland

#### Afsplitsing NOS
De verre voorloper van het huidige bedrĳf is de NOS. Voor 1988 beheerde en faciliteerde het Facilitair Bedrĳf van de omroep zelf de uitzendingen van de publieke omroep. Om meer concurrentie te creëeren werd het Facilitair Bedrĳf wettelĳk geprivatiseerd als het Nederlands Omroepproduktie Bedrijf (NOB).

#### Verkoop bedrĳfsonderdelen
NOB Cross Media Facilities ontstond op 1 januari 2002 uit het NOB. De niet-omroepgebonden activiteiten van NOB Cross Media Facilities, zoals decorbouw, en de dochterondernemingen Cinevideogroep, NOB Deutschland en Videohouse werden eind 2005 verkocht aan United Broadcast Facilities. Vervolgens werd in de tweede helft van 2006 NOB Cross Media Facilities overgenomen door Thomson en toegevoegd aan het multinationale bedrijf Technicolor, dat Thomson in 2000 gekocht had. Het bedrijf heeft sindsdien nog een klein deel van de oorspronkelijke medewerkers en is verantwoordelijk voor de technische realisatie van de uitzendingen van Radio 1 t/m 6, Nederland 1, 2 en 3 en enkele commerciële omroepen zoals Nickelodeon. NOB Cross Media Facilities werd in 2006 niet, zoals eerst verwacht werd, aan de Nederlandse Publieke Omroep overgedragen.
In juli 2012 werd bekend dat Technicolor was overgenomen door het Zweedse communicatieconcern Ericsson. Vanaf 1 januari 2013 ging het bedrijf door het leven als Ericsson Broadcast and Media Services.

### Verenigd Koninkrĳk

#### Afsplitsing BBC
Om het kijk- en luistergeld voor de BBC laag te houden maakte de Britse publieke omroep in de jaren na de millenniumwisseling een afspraak met de Britse regering om een aantal bedrĳfstakken te privatiseren. Zo ontstond er in april 2002 het commerciële dochterbedrĳf BBC Broadcast Ltd. waar het management van alle huidige en nieuwe kanalen onder één dak kwamen.
BBC Broadcast nam in 2005 Broadcasting Dataservices van BBC Worldwide over waarmee het bedrĳf haar positie op de markt van EPG en programmametadata versterkte. Op 1 augustus 2005 werd BBC Broadcast samen met een aantal andere dochterondernemingen verkocht aan Creative Broadcast Services Limited voor £ 166 miljoen (± € 195 miljoen). Creative Broadcast Services is een specifiek voor deze verkoop opgericht consortium bestaande de Australiaanse bedrĳven Macquarie Capital Alliance Group en Macquarie Bank Limited. Het nieuwe bedrĳf werd op 27 oktober van datzelfde jaar hernoemd naar Red Bee Media Ltd., een verwĳzing naar de wortels van het bedrĳf. Het "Red" in de naam verwĳst naar de kleur van het oude moederbedrĳf. Rood is een veelgebruikte kleur bĳ de BBC. BBC Broadcast werd afgekort als BBCB, waar de B voor Broadcast werd uitgesproken als "Bee". Het logo is opgebouwd uit zes bars die signaalsterkte voorstellen, zoals de Wi-Fi- en GSM-ontvangst.

#### Overnames over de wereld
In de jaren die volgden breidde het Britse bedrĳf uit. In 2006 werd de commerciële tak van Australian Caption Centre overgenomen voor AUS$ 7,5 miljoen (± € 4  miljoen) en kreeg de naam Red Bee Media Australia in maart 2007. In 2008 werden het Duitse TitelBild Subtitling and Translation GmbH en het Spaanse Mundovisión overgenomen om Red Bees positie op de vertalingsmarkt te versterken. Op 3 augustus 2011 werd bekendgemaakt dat TV Genius is overgenomen door Red Bee, een Brits softwarebedrĳf dat bekendstond voor het verwerken van metadata met als doel het verbeteren van aanbevelingen en zoekopdrachten op video on demand- en OTT-diensten.
Op 1 juli 2013 kondigde Ericsson aan dat zĳ Red Bee Media in het VK zal kopen om het aan te vullen aan hun vorige aankopen in de broadcastindustrie: de broadcastdivisie van Technicolor, Tandberg Television in Noorwegen, HyC Group, Fabrix Systems en de Mediaroom-software van Microsoft. Op 30 september bemoeide de Britse mededingingsautoriteit zich met deze verkoop in de vrees op minder concurrentie op de playoutsector. De verkoop was goedbevonden op 27 februari 2014 en Red Bee werd ingelĳfd bĳ Ericsson per 12 mei. Red Bee verruilde haar merknaam voor de naam van haar nieuwe moederbedrĳf: Ericsson Broadcast and Media Services.

### Terugkeer van de naam
Op 9 november 2017 werd Ericsson Broadcast and Media Services omgedoopt tot Red Bee Media. De naam Red Bee kent een rĳke historie in de mediawereld tussen 2005 en 2014 als zelfstandig bedrĳf. Met de terugkeer van de naam werd Ericssons broadcastdivisie een zelfstandige onderneming en hiermee staat de weg vrĳ om eventueel in de toekomst te worden verkocht. Tot dan blĳft Red Bee Media onderdeel van Ericsson.

## Diensten
Red Bee Media in Nederland beheert de volgende omroepfaciliteiten en biedt de volgende diensten aan:
- Multimedia-uitzendbedrijf: Het verzorgen van het uitzendproces van de publieke omroep. Denk hierbij aan playout voor alle NPO-zenders op televisie en radio.
- Content Delivery: Het aanleveren van audiovisueel materiaal in allerlei soort formaten e.d. Encoding, transcoding, streaming, hosting, storage en watermarking voor diverse platforms, zoals op internet en mobiel.
- Radio Services: Het verzorgen van alle radiofaciliteiten (studio's, reportagewagens en radio-verbindingscentrum).
- Vertaling: Het (ook live) vertalen en ondertitelen van tv-programma's en gewoon tekstmateriaal.
- AV Link: Audiovisuele verbindingen van overal naar overal.

Buiten Nederland biedt Red Bee ook deze diensten aan:
- Toegankelijkheid: Naast het vertalen van vreemde talen verzorgt Red Bee de live vertolking in gebarentaal.
- Postproductie: Montagediensten voor het aanleveren van materiaal voor televisie en streamingdiensten.

Het bedrijf nam in de zomer van 2007 een studio en montagefaciliteiten op het terrein van de Westergasfabriek te Amsterdam in gebruik, waar onder meer BNN's De Nieuwste Show werd opgenomen. Behalve deze nieuwe studio beschikt Red Bee Media over studio's en montage- en persfaciliteiten in het Haags Media Centrum (HMC), Studio 1 (NOS), Studio 2, Studio Dudok is daar onderdeel van. Het HMC is gelegen direct tegenover het Binnenhof. Beide locaties zijn direct door middel van een glasvezelverbinding verbonden met de Master Control Room (MCR) van Red Bee Media in Hilversum. De oude studio's op het Media Park zijn sinds 2002 eigendom van Dutchview, nu NEP The Netherlands. Red Bee Media maakte tot eind 2016 voor de productie van de NOS-programma's gebruik van Studio 7, Studio 8 en Studio 10 op het Media Park. De genoemde studio's zĳn eigendom van de NOS, en gebruikte Red Bee Media voor de realisatie van het NOS Journaal, Nieuwsuur, het NOS Jeugdjournaal, NOS Studio Sport en het Schooltv-weekjournaal. Sinds 2017 zĳn deze taken overgenomen door United. Red Bee Media verzorgt voor het Nederlands Instituut voor Beeld en Geluid alle encoding en beschikt over een groot datacenter, de Mediagateway, waar veel mediagerelateerde diensten in zijn ondergebracht en waarmee alle belangrijke partijen (omroepen en telecommunicatie- en kabelbedrijven) een directe verbinding hebben.
In de Mediawet die op 1 januari 2009 van kracht werd, is opgenomen dat de leverings-, respectievelijk afnameplicht van de Nederlandse Publieke Omroep bij het destijdse Technicolor Nederland per 1 januari 2011 verviel. Sindsdien staat het partijen vrij om te handelen hoe zij zelf wensen en is de Nederlandse Omroep Stichting zelf volledig verantwoordelijk voor hoe zij het uitzendproces wenst vorm te geven en bij wie in te kopen.
Verder verzorgt Red Bee Media in Nederland de MCR-diensten voor RTL, ESPN en de regionale omroepen, verzorgt de ondertiteling voor RTL, Videoland en voetbalwedstrĳden op ESPN, en de OTT-diensten voor Videoland en NLZIET.
Andere klanten van Red Bee zĳn onder meer de BBC, Canal+, Channel 4, GB News, ITV, Sky, TV4 AB, TV5MONDE en UKTV. Ook behoren Barclays, Bacardi en Hyundai tot het klantenbestand van het bedrĳf. Red Bee zendt meer dan 500 televisiekanalen in analoog en digitaal via zendmasten, satelliet, kabel, internet en mobiel. Ook verzorgt het mediabedrĳf video on demanddiensten voor onder andere All 4 voor Channel 4, 5 en UKTV Play.

### Red Bee Creative
In het Verenigd Koninkrĳk zit Red Bee Creative. Dit is de creatieve tak binnen Red Bee en zit gehuisvest in White City in Groot-Londen. Deze onderneming maakt grafische vormgeving en bedenkt campagnes voor BBC Sport, UKTV, TNT Sports, ABC News, France Télévisions, NBC, ORF, WDR, TG4, Disney+, DreamWorks, Europa League, Nissan, Oasis, Peacock, Netflix, UNICEF en Weston's Cider.

### London Broadcast Centre-incident in 2021
Het Broadcast Centre van Red Bee Media in Londen was op 25 september 2021 geëvacueerd als gevolg van een brandalarm. De sprinklerinstallatie veroorzaakte schade aan het server- en opslagapparatuur dat resulteerde in een storing op een aantal landelijke televisiezenders tijdens primetime. De zenders Channel 4, 5, BT Sport, Japan Satellite Television (JSTV), More4, Film4, E4, 4Music, The Box, Box Hits, Kiss TV, Magic en Kerrang! TV raakten verstoord. Ook de live continuïteitsomroepen van de BBC-kanalen konden niet plaatsvinden. Toegankelijkheidsdiensten als ondertiteling en audiodescriptie hadden hier ook ernstig last van en waren tot zeker midden-november niet werkzaam. De kijkers die hieraan afhankelijk van waren hebben geklaagd bij Ofcom, de Britse ACM voor telecommunicatie.